# جروم اچ. پاول
جروم هیدن "جی" پاول (انگلیسی: Jerome H. Powell؛ زادهٔ ۴ فوریهٔ ۱۹۵۳) یک بانکدار و سرمایه‌گذار سابق است که از فوریه ۲۰۱۸ به عنوان رئیس فدرال رزرو خدمت می‌کند. او در سال ۲۰۱۲ توسط رئیس‌جمهور باراک اوباما، به عضویت شورای حکام فدرال رزرو در آمد و متعاقباً توسط رئیس‌جمهور دونالد ترامپ، به عنوان رئیس برای جانشینی جنت یلن در این سمت که در هر مورد توسط سنای ایالات متحده تأیید شد، نامزد شد. پاول در ۲۲ نوامبر ۲۰۲۱ توسط رئیس‌جمهور جو بایدن، مجدداً به عنوان رئیس معرفی شد.
جروم ایچ پاول در فوریه ۱۹۵۳ در واشینگتن، دی.سی. متولد شد. او در سال ۱۹۷۵ با مدرک بی ای در سیاست از دانشگاه پرینستون و در سال ۱۹۷۹ با مدرک جی دی از دانشگاه جرج‌تاون فارغ‌التحصیل شد. او در زمان حضور در جرج تاون سردبیر نشریه حقوقی آن بود. پاول متأهل و دارای سه فرزند است.
در سال ۲۰۱۲ که جرمی استاین نامزد رئیس جمهور باراک اوباما برای عضویت در هیئت رئیسه فدرال رزرو از سوی جمهوریخواهان در سنا فیلیباستر شد، برای کسب حمایت هر دو حزب پاول نیز در کنار استاین برای نامزدی در این هیئت رئیسه معرفی شدند.
مجلس سنای آمریکا به گزینه پیشنهادی دونالد ترامپ برای ریاست بانک مرکزی رای اعتماد دادند و جروم اچ. پاول شانزدهمین رئیس بانک مرکزی آمریکا شد.